# Ruta Estatal de Nevada 229
La Ruta Estatal de Nevada 229, y abreviada SR 229 (en inglés: Nevada State Route 229) es una carretera estatal estadounidense ubicada en el estado de Nevada. La carretera inicia en el Oeste desde la  I 80     en Halleck Interchange hacia el Este en la  US 93 . La carretera tiene una longitud de 81 km (50.361 mi).

## Mantenimiento
Al igual que las autopistas interestatales, y las rutas federales y el resto de carreteras estatales, la Ruta Estatal de Nevada 229 es administrada y mantenida por el Departamento de Transporte de Nevada por sus siglas en inglés Nevada DOT.

## Cruces
La Ruta Estatal de Nevada 229 es atravesada principalmente por la .